# Aleksandr Szokin
Aleksandr Iwanowicz Szokin (ros. Алекса́ндр Ива́нович Шо́кин, ur. 15 października?/28 października 1909 w Moskwie, zm. 31 stycznia 1988 tamże) – minister przemysłu elektronicznego ZSRR (1965–1985), dwukrotny Bohater Pracy Socjalistycznej (1975 i 1979).

## Życiorys
1927 ukończył technikum przemysłowo-ekonomiczne, pracował jako ślusarz w fabryce, 1930-1934 studiował w Moskiewskim Państwowym Uniwersytecie Państwowym im. Baumana, po czym pracował w Moskiewskiej Fabryce Elektromechaniki Precyzyjnej Ludowego Komisariatu Przemysłu Ciężkiego ZSRR. Od 1936 należał do WKP(b), od maja 1938 zastępca szefa i główny inżynier Głównego Zarządu Przemysłowych Przyborów Wojskowych i Telemechaniki Ludowego Komisariatu Przemysłu Obronnego ZSRR, od stycznia 1939 do 1943 główny inżynier 8, potem 4 Głównego Zarządu Ludowego Komisariatu Przemysłu Stoczniowego ZSRR. Po ataku Niemiec na ZSRR został specjalnym pełnomocnikiem ludowego komisarza przemysłu stoczniowego ZSRR ds. przygotowywania zapasów wojskowych w czterech moskiewskich fabrykach i Instytucie Naukowo-Badawczym nr 10, których ewakuację później organizował, od października do grudnia 1941 przebywał na ewakuacji w Pietropawłowsku i Stalińsku (obecnie Nowokuźnieck), później wrócił do Moskwy. Od lipca 1943 szef Wydziału Przemysłowego Rady ds. Radiolokacji przy Państwowym Komitecie Obrony ZSRR, w lipcu 1945 do maja 1946 w stopniu inżyniera-kapitana I rangi odkomenderowany służbowo do Niemiec po linii aparatu Specjalnego Komitetu ds. Niemiec przy Radzie Komisarzy Ludowych ZSRR/Radzie Ministrów ZSRR, od 10 lipca 1946 zastępca przewodniczącego Komitetu nr 3 przy Radzie Ministrów ZSRR („Komitet ds. Radiolokacji”). Od października 1949 zastępca ministra środków łączności ZSRR ds. techniki specjalnej, od listopada 1957 zastępca przewodniczącego Państwowego Komitetu Rady Ministrów ZSRR ds. radioelektroniki, od marca 1961 przewodniczący Państwowego Komitetu Rady Ministrów ZSRR ds. techniki elektronicznej - minister ZSRR, od marca 1963 przewodniczący Państwowego Komitetu Techniki Elektronicznej przy Wyższej Radzie Gospodarki Narodowej ZSRR, od marca 1965 minister przemysłu elektronicznego ZSRR, od listopada 1985 na emeryturze. W latach 1961–1966 zastępca członka, a 1966–1986 członek KC KPZR. W latach 1962–1989 deputowany do Rady Najwyższej ZSRR od 6. do 11. kadencji. Pochowany na Cmentarzu Nowodziewiczym.

## Odznaczenia i nagrody
- Medal Sierp i Młot Bohatera Pracy Socjalistycznej (dwukrotnie – 22 lipca 1975 i 26 października 1979)
- Order Lenina (siedmiokrotnie – 1939, 1961, 1966, 1969, 1974, 22 lipca 1975 i 26 października 1979)
- Order Rewolucji Październikowej (1984)
- Order Czerwonego Sztandaru Pracy (1959)
- Order Czerwonej Gwiazdy (dwukrotnie – 1943 i 1944)
- Nagroda Leninowska (1984)
- Nagroda Stalinowska (dwukrotnie – 1952 i 1953)
- Medal „Za obronę Moskwy”
- Medal „Za ofiarną pracę w Wielkiej Wojnie Ojczyźnianej 1941–1945”
- Medal „W upamiętnieniu 800-lecia Moskwy”

I inne.